# Planophore

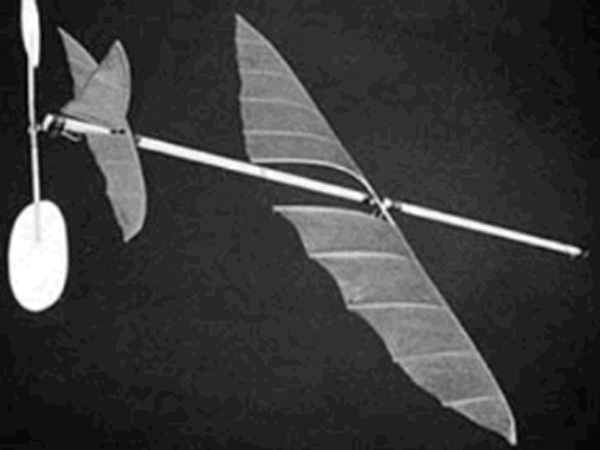
Planophore
Modellflugzeug von Alphonse Pénaud, 1871

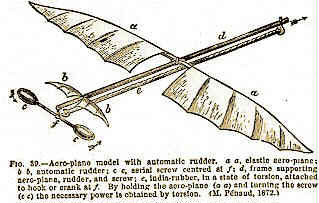
Planophore
Skizze mit Erläuterungen aus der Encyclopaedia Britannica, 1897

Planophore (fr. le planophore, in vielen Quellen auch als Planaphore bezeichnet) ist der Name des ersten mit einem Gummimotor betriebenen Modellflugzeugs, das von Alphonse Pénaud 1871 entwickelt wurde. Es hat 45 cm Spannweite, wiegt 16 g und flog in dieser Grundkonfiguration bereits 1871 angeblich 60 m weit.
Pénaud gilt mit seinem Planophore nicht nur als Vater des Flugmodellbaus. Er wies mit dem Planophore und späteren Arbeiten auch nach, dass mit flugfähigen Modellen preiswert und gefahrlos Erkenntnisse für manntragende Flugzeuge gewonnen werden können. Damit ist er auch ein wichtiger Wegbereiter für die Flugzeug-Konstruktion, -Entwicklung und -Erprobung.
Planophore-Modelle wurden Ende des 19. Jahrhunderts in nennenswerter Stückzahl als Spielzeug vertrieben. Eins dieser Modelle gelangte nachweislich – Wilbur Wright berichtet in seiner Korrespondenz darüber – vor 1899 in den Besitz der Brüder Wright.